# Ric O'Barry

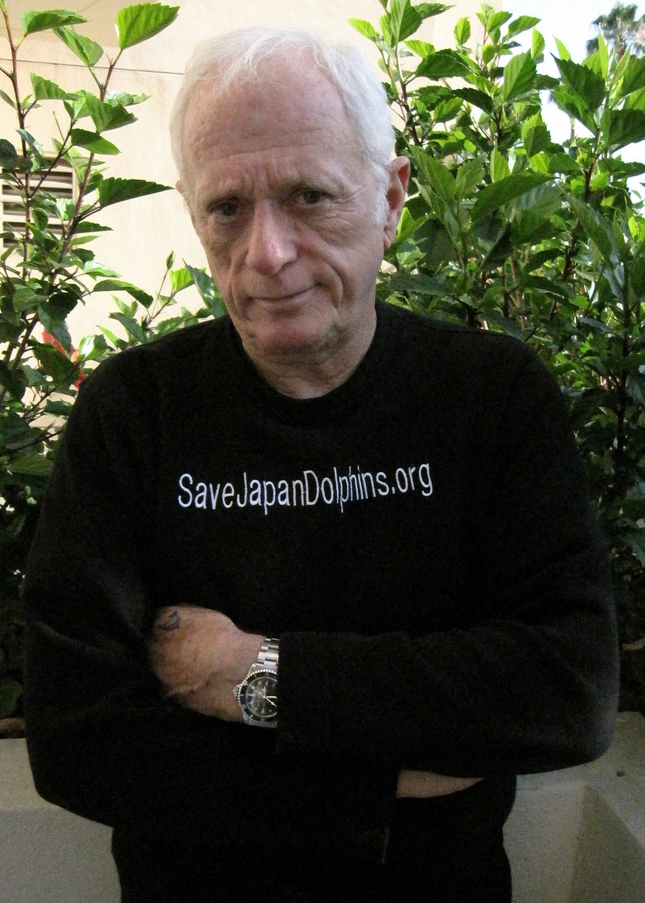
O'Barry in June 2009

Ric O'Barry o Richard (Ric) O'Barry (nacido en 1939) se dio a conocer  por capturar y entrenar a  delfines . Poco después, O'Barry cambió entrenar a delfines en cautividad por combatir firmemente contra la cautividad de animales. O'Barry ha destacado en la realización de The Cove, un documental que usando técnicas encubiertas sacó a la luz la anual caza de delfines en emigración en las costas de Taiji, Japón.

## Flipper
Tras dejar la Armada, O'Barry comenzó a entrenar delfines en los sesenta con el Seaquarium de Miami. Al mismo tiempo fue contratado para la serie Flipper. Aunque O'Barry admite que era consciente de la admirable inteligencia de los mamíferos con los que trabajaba, también atestiguar que lo ignoraba en comparación con la gran fortuna que estaba adquiriendo gracias a la serie. En sus propias palabras "Era joven, tenía un trabajo glamoroso, conducía un Porsche, todo era fácil".
Tras la muerte de unos de sus delfines, un delfín mular llamado Cathy, no pudo negar más lo que él veía como una severa y fatal consecuencia de la cautividad que él había ayudado a crear. O'Barry afirma que Cathy se había suicidado, apoyándose en el hecho universal que los cetáceos son animales que respiran voluntariamente. A diferencia de los humanos, los cetáceos eligen cuando respirar y cuando no. Según O'Barry, tras unas semanas de depresión Cathy nadó hacía sus brazos, inhalo aire a través de su orificio nasal y no volvió a tomar otro (esto se debe a que los delfines no respiran de manera automática como los humanos, cada inhalación de aire supone un esfuerzo para el mamífero).

## Lucha
Creó Dolphin Project una organización internacional dedicada a la liberación en un medio natural de todos los delfines y ballenas en cautividad. 